# Pléboulle
Pléboulle é uma comuna francesa na região administrativa da Bretanha, no departamento Côtes-d'Armor. Estende-se por uma área de 14,22 km². Em 2010 a comuna tinha 869 habitantes (densidade: 61,1 hab./km²).